# 國際UFO博物館及研究中心
國際UFO博物館及研究中心（英語：International UFO Museum and Research Center）是位於美國新墨西哥州羅斯威爾的UFO博物館和研究中心，於1991年成立，創辦人是格倫·丹尼斯、瓦特·韓特和Max Littell。博物館所在地區羅斯威爾小鎮即是1947年羅斯威爾事件的發生地，格倫·丹尼斯和瓦特·韓特也是當時事件的當事者之一。
該博物館的展覽包含羅斯威爾事件、麥田圈、外星人綁架、51區等主題。

## 外部連結
- 官方网站（英文）
- 國際UFO博物館及研究中心的Facebook專頁（英文）

33°23′37″N 104°31′23″W / 33.39361°N 104.52306°W